# Acronicta xanthomista
Acronicta xanthomista là một loài bướm đêm trong họ Noctuidae.